# Antoine Bukaty
Antoine Bukaty, né, en 1808, à Sudwinow en Pologne, et mort, le 19 septembre 1876, dans le 13e arrondissement de Paris, est un historien, mathématicien et ingénieur polonais.

## Biographie
Né à Sudwinow, dans le palinat d'Augustów, il est le fils de Antoine et Christine Pajewska. Il est diplômé de l'école provinciale de Łomża, puis étudie le droit et les sciences à l'université de Varsovie. Lorsque éclate en 1830 l'Insurrection de Novembre, il prend les armes et se distingue comme artilleur lors de la Bataille de Grochów ainsi qu'à la défense de Varsovie.
Forcé à l'exil, il émigre vers la France, à Paris où il suit les cours de l'École des ponts et chaussées de Paris. Diplômé, il se rend au Canada, où il travaille à la construction d'une ligne de chemin de fer.
De retour à Paris, et en parallèle de sa carrière professionnelle, il se consacre au messianisme et publie sous le pseudonyme Thomas Pomian. Disciple du mathématicien-philosophe Hoëné-Wronski, il devient ensuite philosophe et utopiste. Il meurt chez lui, rue du Chevaleret, à l'âge de 68 ans.